# 洒盐哥
努斯雷特·格克切（土耳其語：Nusret Gökçe，土耳其語發音：[nusˈɾet ɟœcˈtʃe]；1983年8月9日—），暱稱灑鹽哥（Salt Bae），土耳其库尔德人，土耳其牛排館「Nusr-Et」的擁有者，在土耳其、杜拜、阿布達比、邁阿密、紐約、洛杉磯、倫敦有開設分店。他是一名廚師，也是一名专业屠夫。2017年由於其獨特的撒盐手势而在網路上爆紅。

## 早年经历
努斯雷特·格克切出生于埃尔祖鲁姆。他的父亲是一名厨师。由于家庭经济困难，他在六年级时辍学，开始在卡德柯伊的屠夫那里当学徒。

## 网络爆红
在一段网络影片中，他烹调烤肉时，用手轻轻地撮一点盐，随后弓起手臂，将手里的盐顺着手肘滑落在烤肉上，这个独特的撒盐手法令其网络爆红。中文网络中也戏称此姿势为“关节盐”。

## 开设餐厅

### 牛排馆
他在全世界多地开设Nusr-Et牛排馆，餐厅名来自他自己的名，后面被连字符分开的“Et”在土耳其语里意为“肉”。招牌菜为售价1000美元的“黄金”战斧牛排，使用24K金箔包裹。
他在纽约的分餐厅被許多美食評論家與美國媒體批評食物難吃又貴，例如牛排吃起來硬的像皮鞋、漢堡烤過頭、韃靼牛肉不够有嚼劲、生菜沙拉上面的山羊奶酪沒有味道等等。他于2021年9月将分餐厅开到伦敦，结果收获了食客的普遍差评，开业9个月后在TripAdvisor上位列伦敦评价最差的餐厅之一。

### 汉堡店
他在迪拜、纽约和伊斯坦布尔开设有同名汉堡店——Salt Bae Burger，菜单上包括100美元的黄金堡和99美元的黄金奶昔。其食物风味亦遭到纽约美食评论家的差评。

## 争议
2018年9月，其伊斯坦布尔餐厅员工在吧台表演时意外失火，导致两名捷克顾客被烧伤。
2022年12月，2022年世界盃決賽后，其进入场内与多名阿根廷球员接触合影并将照片发到个人Instagram，其中强行与梅西合影、捧起和亲吻大力神盃、与守门员阿尔马尼合影并咬住对方奖牌等不当行为遭网民批评蹭热度。网友发现其与FIFA主席詹尼·因凡蒂诺关系密切，认为他能进入场内与因凡蒂诺有关。事件发酵后，因凡蒂诺在Instagram上取消关注了他，FIFA承认他以不正当的方式进入场内，表示“将采取适当的内部行动”。

## 相关事件
2018年9月18日，委內瑞拉總統馬杜羅到他的餐廳去吃牛排。灑鹽哥在Instagram上发布了3段馬杜羅就餐视频，但随后删除。由于委内瑞拉国内深受粮食危机困扰，馬杜羅在此高档餐厅就餐招致争议。
2021年11月5日，時任越南的公安部長蘇林到他的餐廳去吃牛排。峴港一路边小吃攤攤主裴俊林模仿灑盐哥姿势撒葱以讽刺苏林。影片在网络热传后，裴俊林被逮捕，后被以反國家宣傳為由判入獄5年半。

## 外部連結
- 官方网站
- 洒盐哥的Facebook專頁
- 洒盐哥的Instagram帳戶